# إيلي وايت
إيلي وايت (بالرومانية: Ellie White) هي عارضة ومغنية رومانية، ولدت في 28 فبراير 1984 في بوزاو في رومانيا.

## وصلات خارجية
- الموقع الرسمي